# 静岡市立清水第六中学校
静岡市立清水第六中学校（しずおかしりつ しみずだいろくちゅうがっこう）は、静岡県静岡市清水区に所在する公立中学校。

## 沿革
- 1958年 - 清水市立高部中学校、清水市立飯田中学校（現在の静岡市立清水飯田中学校とは別）が統合し、清水市立第六中学校として開校。校章制定。
- 1959年 - 現在地（当時の地番：清水市押切531番地）に校舎が完成。
- 1961年 - 校旗完成、校歌制定。
- 1965年 - プール完成
- 1966年 - 体育館完成
- 1986年 - 新校舎完成
- 2003年 - 静岡市立清水第六中学校に改称。

## 小学校区
- 静岡市立清水高部東小学校
- 静岡市立清水高部小学校（清水区鳥坂の巴川以北を除く）

## アクセス
- しずてつジャストライン梅ヶ谷蜂ヶ谷線「第六中学校前」停留所から、徒歩3分

## 著名な卒業生
- 春風亭昇太（落語家）
- 相馬直樹（元サッカー選手、サッカー指導者）
- 市川大祐（元サッカー選手）
- 広瀬アリス（女優）
- 広瀬すず（女優）
- 青島心（女優）